# رودریگو کارازو اودیو
رودریگو خوزه رامون فرانسیسکو ده خسوس کارازو اودیو (اسپانیایی: Rodrigo José Ramón Francisco de Jesús Carazo Odio‎؛ زادهٔ ۲۷ دسامبر ۱۹۲۶ – درگذشته ۹ دسامبر ۲۰۰۹) سیاستمدار کاستاریکایی که از ۱۹۷۸ تا ۱۹۸۲ رئیس‌جمهور این کشور بود.